# Tabernaemontana oppositifolia
Tabernaemontana oppositifolia är en oleanderväxtart som först beskrevs av Spreng., och fick sitt nu gällande namn av Ignatz Urban. Tabernaemontana oppositifolia ingår i släktet Tabernaemontana och familjen oleanderväxter. Inga underarter finns listade i Catalogue of Life.